# Florânia
Florânia es un municipio en el estado de Rio Grande do Norte (Brasil), localizado en la microrregión de la Sierra de Santana. De acuerdo con el IBGE (Instituto Brasileño de Geografía y Estadística), en el año 2010 su población era de 9 672 habitantes. Área territorial de 504 km².